# 大學生了沒
《大學生了沒》（馬來西亞英文譯名：College Talk）是中天綜合台已停播的一個電視節目，2007年7月30日首播。該節目專為大學生族群量身訂做，每集邀請16位來自不同大學、不同學系的學生上來接受不同問題的考驗，主持人包括陶晶瑩、納豆與阿Ken。2011年11月起，改以高畫質製作，由於當時臺灣電視剛轉換為數位廣播，播放技術未成熟，因此初期仍以標準畫質播出；2014年12月15日起正式以高畫質播出。2016年5月，陶晶瑩請辭主持，納豆、阿Ken同時請辭。2016年6月8日，KID與吳怡霈搭擋接棒主持。2016年9月14日播出最後一集。

## 歷史沿革
- 2011年5月31日，播出開播1000集特別企劃：《大學生了沒1000集了！經典回顧頒獎典禮！》，並於2011年6月1日更換新佈景。

- 2015年5月，推出開播2000集紀念系列特別企劃：《他們念大學時竟然都上過大了沒？！》（5月4日播出）、《迎接新景特別企劃！畢業大學生回鍋來探班！！》（5月27～28日播出），同時間節目再度更換新佈景[1]。同年，該節目首度進入政治大學校園錄影，推出返校日特別企劃：《政大校友回娘家》（10月6日播出）、《大學生踢館計畫》（12月10～11日播出）[2]。

- 2016年5月26日，宣布大學生了沒節目主持人異動，節目仍將正常錄影，製作單位及來賓班底均維持不變[3]。

- 2016年6月4日，宣布大學生了沒節目主持人異動，確定由KID、吳怡霈接棒[4]。

- 2016年8月10日，中天電視告知媒體已決定該節目只做到8月底，並已著手企劃新接檔節目，最晚9月初替換[5]；至同年9月14日播出最後一集，節目正式終結。

- 2019年9月1日，在陶晶瑩的號召之下舉行了同學會，所有幕前幕後的工作人員、大學生班底齊聚一堂，共計約150人出席。[6]

## 主持人
- 第一代：陶晶瑩、阿Ken、納豆
  - 播出（2007年7月30日－2016年6月15日）
  - 錄影（2007年7月中旬－2016年5月26日）
- 第二代：KID、吳怡霈
  - 播出（2016年6月16日－2016年9月14日）
  - 錄影（2016年6月8日－2016年8月29日）

## 代班主持人
- 2008年10月~2009年4月，在陶晶瑩待產期間，由任家萱（Selina）[7]和「桃晶瑩」（邰智源飾）分別代班。

- 2012年5月～7月，陶晶瑩因病請假一個多月，曾由陳庭妮、曲家瑞、Lulu（黃路梓茵，大學生了沒前班底）、古欣玉（Mami，旺福團員）等人代班主持。

- 2013年5月起，主持人陶晶瑩因先前身體微恙，難以再負荷長時間的錄影，爾後會固定請假而缺席某些集數。缺席部分由大學生了沒前班底Lulu、夏語心、謝依霖、舒子晨，以及愷樂（蝴蝶姐姐）、古欣玉（Mami，旺福團員）、吳怡霈、曾之喬、Janet、曲家瑞等人代班主持。其中以愷樂、吳怡霈和MAMI代班次數最多。

- 2014年起，主持人阿Ken及納豆，偶而會因事請假而缺席某些集數。缺席部分由大學生了沒前班底大根、黃豪平、阿達、夏和熙、Lulu，以及阿本、愷樂、KID等人代班主持。

## 節目開場白
1. 阿Ken：「台灣生大學！」
2. 納豆：「大學生什麼？」
3. 陶晶瑩：「？？？」[註 2]

註：有時三人會視主題互換台詞

## 學生列表
- 應屆生：節目後期仍參與錄影的學生
- 畢業生：節目播放中途離開節目（已畢業）的學生

## 製作團隊
- 總監：朱緻恩
- 監製：吳曉芬
- 編審：呂偉嘉
- 製作人：王偉忠、謝名豪
- 執行製作：劉育燕
- 新媒體公關行銷：陳盈螢、孫瑞霙、蘇心怡、施康晨、廖淑華、陳凡禾、朱偉文、黃暄嘒、濱島愛華
- 製作群：陳必樺、林詩霈、黃宇君、張惠苓、徐詩喬、謝百琪、黃孝強、潘柔羽、趙雨萱、李俊德
- 主持人服裝造型：亞葳
- 來賓妝髮：睿瑤
- 剪輯：連崇熙、陳怡璇
- 後製：王順吉、劉秀錚
- 音樂指導：劉敏宏
- 音效：音律
- 攝影：徐守東、李宗翰、李孟謙、王旭忠、于聖群
- 成音：鄭仙政、李清源
- 美術設計：莊美馨
- 燈光：朱仁貴、周明國
- 視訊：柯拓名
- 技術指導：林俊宏
- 助理導播：賴欣妤、廖豐緯
- 現場指導：簡美惠
- 導播：王秀如
- 製作公司：金星娛樂
- 監製公司：中天電視

## 書籍
| 年份               | 書名                                     | 作者       | 出版社 | ISBN               |
| 2008年11月28日初版 | 《大學生了沒──課表上找不到的青春選修課》 | 中天綜合台 | 如何   | ISBN 9789861361925 |

## 外部連結
- YouTube上的【2007大學生了沒完整版】播放列表
- YouTube上的【2012／大學生了沒完整版】播放列表
- YouTube上的【2013／大學生了沒完整版】播放列表
- YouTube上的【2014／大學生了沒完整版】播放列表
- YouTube上的【2015／大學生了沒完整版】播放列表
- YouTube上的【2016／大學生了沒完整版】播放列表

## 作品的變遷
| 中天綜合台 星期一至五23:00～00:00         | 中天綜合台 星期一至五23:00～00:00           | 中天綜合台 星期一至五23:00～00:00 |
| ----------------------------------------- | ------------------------------------------- | --------------------------------- |
|                                           | 大學生了沒 （2007年7月30日－2016年9月14日） |                                   |
| 台北紅樓夢 （2007年1月8日－2007年7月6日） | 18歲不睡 （2016年9月19日－2016年12月30日）  |                                   |

| 中天綜合台 星期一至五23:00～00:00            | 中天綜合台 星期一至五23:00～00:00                | 中天綜合台 星期一至五23:00～00:00 |
| -------------------------------------------- | ------------------------------------------------ | --------------------------------- |
|                                              | 大學生了沒 精選 （2020年8月10日－2020年10月9日） |                                   |
| 地球人請回答 （2020年5月11日－2020年8月6日） | 同學來了 （2020年10月12日－）                    |                                   |